# 최용덕 (1920년)
최용덕(崔龍德)은 남해군 삼동면 영지리에서 태어나 중국에서 무장투쟁한 독립군이다.

## 생애
1944년 1월 일본군에 강제 징집되어 강소성 소주에서 한적사관인 류재영, 성동준, 박영, 정병훈, 김영남, 감봉옥 등과 같이 완전무장을 한 후, 중국군 토벌작전을 한다며 가장하고 일본군을 탈출한 후 일본군 잔방초소를 습격하여 소총 70여정과 탄환 수송자를 치획한 후 중국 제 3전구층의 구국군으로 탈출하는데 성공하였다. 한국 광복군 징모 제 3분처에 편입되어 적의 정보를 수집하는 것과 선전공작 등에 힘쓰다가 광복후 귀국하였다.

## 상훈과 추모
- 1982년에 대통령 표창
- 1990년에 애족장을 받았다.

## 참고 문헌
- 한국독립사(김승학) 하권 334면
- 독립운동사(국가보훈처) 6권 379면